# Vôlei Bauru
Associação Sesi Vôlei Bauru, brazylijski, żeński klub siatkarski powstały w 2005 r. z bazą w mieście Bauru w stanie São Paulo. Od sezonu 2015/2016 klub występuje w brazylijskiej Superlidze. Od kwietnia 2018 roku klub nosi nazwę Sesi Vôlei Bauru, gdyż połączył się z klubem Sesi São Paulo w formie fuzji. 

## Sukcesy
Puchar Brazylii:
- 2022[2]

Brazylijska Superliga:
- 2025[3]
- 2022[4]

Klubowe Mistrzostwa Ameryki Południowej:
- 2022[5], 2023[6], 2024[7]

Superpuchar Brazylii:
- 2022[8]

## Kadra

### Sezon 2021/2022[9]
| Nr | Imię i nazwisko                   | Data ur.   | Wzrost | Pozycja      |
| -- | --------------------------------- | ---------- | ------ | ------------ |
| 1  | Mara Leão                         | 26.07.1991 | 190    | środkowa     |
| 3  | Danielle Lins                     | 05.01.1985 | 183    | rozgrywająca |
| 4  | Suelle Oliveira                   | 29.04.1987 | 186    | przyjmująca  |
| 5  | Adenizia Ferreira da Silva        | 18.12.1986 | 187    | środkowa     |
| 6  | Nyeme Costa                       | 11.10.1998 | 175    | libero       |
| 7  | Pamela Lina Sanches Sanabio       | 19.07.1999 | 185    | atakująca    |
| 8  | Letícia Linhares                  | 25.09.1997 | 175    | rozgrywająca |
| 9  | Mayhara da Silva                  | 09.04.1989 | 184    | środkowa     |
| 10 | Odina Bayramova (do 02.12.2021)   | 22.05.1990 | 186    | przyjmująca  |
| 11 | Letícia Gomes                     | 29.02.1996 | 161    | libero       |
| 13 | Sabrina Groth                     | 07.06.2000 | 183    | przyjmująca  |
| 14 | Nia Reed                          | 27.06.1996 | 189    | atakująca    |
| 17 | Drussyla Costa                    | 01.07.1996 | 186    | przyjmująca  |
| 18 | Mayany Souza                      | 24.11.1996 | 185    | środkowa     |
| 19 | Fernanda Ísis da Silva            | 09.04.1989 | 187    | środkowa     |
|    | Ivna Franco Marra (od 21.01.2022) | 25.01.1990 | 185    | atakująca    |

### Sezon 2020/2021[11]
| Nr | Imię i nazwisko                     | Data ur.   | Wzrost | Pozycja      |
| -- | ----------------------------------- | ---------- | ------ | ------------ |
| 1  | Mara Leão                           | 26.07.1991 | 190    | środkowa     |
| 2  | Maria Luiza Elói                    | 20.09.2002 | 184    | atakująca    |
| 3  | Danielle Lins                       | 05.01.1985 | 183    | rozgrywająca |
| 4  | Carolina Leite                      | 15.11.1992 | 173    | rozgrywająca |
| 5  | Adenizia Ferreira da Silva          | 18.12.1986 | 187    | środkowa     |
| 6  | Kátia Larissa da Silva              | 04.10.2002 | 184    | środkowa     |
| 7  | Pamela Lina Sanches Sanabio         | 19.07.1999 | 185    | atakująca    |
| 8  | Júlia Machado Dias                  | 08.06.1998 | 157    | libero       |
| 9  | Mayhara da Silva                    | 09.04.1989 | 184    | środkowa     |
| 10 | Tifanny Pereira de Abreu            | 29.10.1984 | 192    | przyjmująca  |
| 14 | Dobriana Rabadżiewa (od 23.12.2020) | 14.06.1991 | 190    | przyjmująca  |
| 15 | Brenda Castillo                     | 05.06.1992 | 168    | libero       |
| 16 | Vanessa Janke                       | 08.03.1991 | 184    | przyjmująca  |
| 17 | Polina Rahimova                     | 10.01.1993 | 198    | atakująca    |
| 18 | Suelle Oliveira                     | 29.04.1987 | 186    | przyjmująca  |
| 19 | Fernanda Ísis da Silva              | 09.04.1989 | 187    | środkowa     |
| 20 | Mariana Alves Cassemiro             | 27.03.1987 | 183    | przyjmująca  |

### Sezon 2019/2020
| Nr | Imię i nazwisko                         | Data ur.   | Wzrost | Pozycja      |
| -- | --------------------------------------- | ---------- | ------ | ------------ |
| 2  | Naiane Rios                             | 29.11.1994 | 175    | rozgrywająca |
| 3  | Danielle Lins                           | 05.01.1985 | 183    | rozgrywająca |
| 5  | Glayce Vasconcelos                      | 28.01.1998 | 185    | przyjmująca  |
| 6  | Gabriela Cândido                        | 22.05.1996 | 181    | przyjmująca  |
| 7  | Adenizia Ferreira da Silva (od 01.2020) | 18.12.1986 | 187    | środkowa     |
| 8  | Júlia Dias                              | 08.06.1998 | 157    | libero       |
| 9  | Mayhara da Silva                        | 09.04.1989 | 184    | środkowa     |
| 10 | Tifanny Pereira de Abreu                | 29.10.1984 | 192    | przyjmująca  |
| 11 | Valquíria Dullius                       | 19.08.1994 | 188    | środkowa     |
| 12 | Andressa Picussa                        | 22.07.1989 | 194    | środkowa     |
| 13 | Sarah Wilhite                           | 13.07.1995 | 185    | przyjmująca  |
| 15 | Kimberlly Brito                         | 09.11.1999 | 191    | atakująca    |
| 17 | Polina Rahimova                         | 10.01.1993 | 198    | atakująca    |
| 19 | Tássia Silva                            | 03.06.1988 | 174    | libero       |

### Sezon 2018/2019[12]
| Nr | Imię i nazwisko          | Data ur.   | Wzrost | Pozycja      |
| -- | ------------------------ | ---------- | ------ | ------------ |
| 1  | Iarla Cossul             | 09.04.1999 | 165    | rozgrywająca |
| 3  | Naiane Rios              | 29.11.1994 | 175    | rozgrywająca |
| 4  | Lara Gomes de Souza      | 12.07.1999 | 192    | środkowa     |
| 5  | Glayce Vasconcelos       | 28.01.1998 | 185    | przyjmująca  |
| 6  | Gabriela Cândido         | 22.05.1996 | 181    | przyjmująca  |
| 7  | Saraelen Lima            | 16.04.1994 | 185    | środkowa     |
| 8  | Flávia Kalusz            | 02.08.1999 | 180    | przyjmująca  |
| 9  | Edinara Brancher         | 01.02.1996 | 186    | przyjmująca  |
| 10 | Tifanny Pereira de Abreu | 29.10.1984 | 192    | przyjmująca  |
| 11 | Valquíria Dullius        | 19.08.1994 | 188    | środkowa     |
| 12 | Andressa Picussa         | 22.07.1989 | 194    | środkowa     |
| 13 | Valentina Diouf          | 10.01.1993 | 202    | atakująca    |
| 14 | Fabíola                  | 03.02.1983 | 183    | rozgrywająca |
| 16 | Vanessa Janke            | 08.03.1991 | 184    | przyjmująca  |
| 17 | Julia Dias               | 08.06.1998 | 157    | libero       |
| 18 | Yoana Palacios           | 06.10.1990 | 184    | przyjmująca  |
| 19 | Tássia Silva             | 03.06.1988 | 174    | libero       |
| 20 | Arlene Xavier            | 20.12.1969 | 178    | libero       |

### Sezon 2017/2018

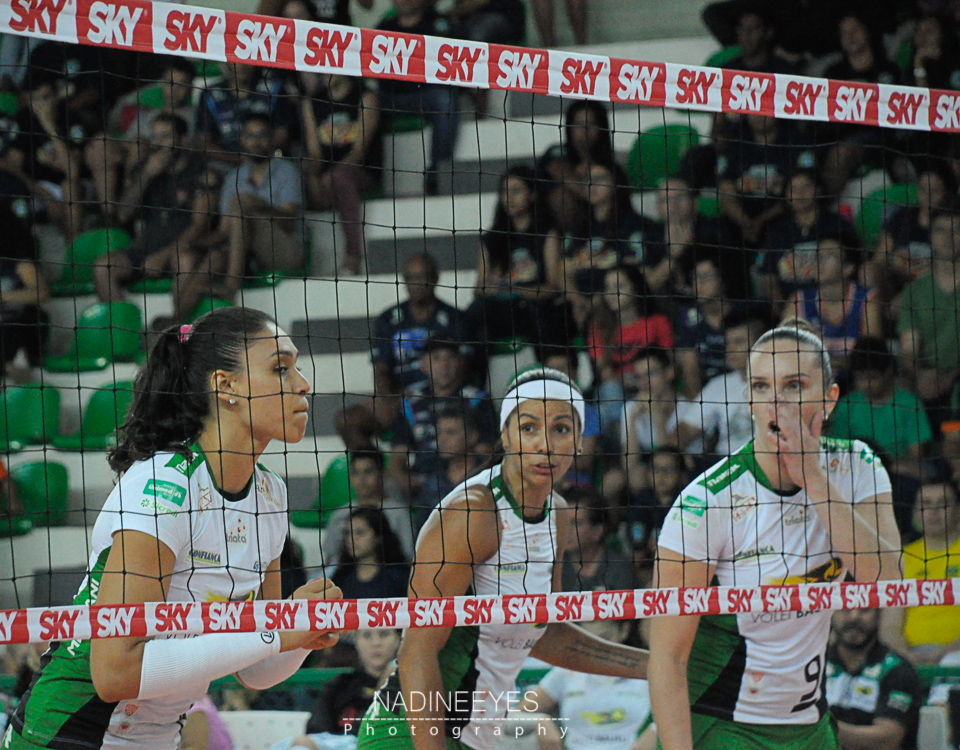
Zawodniczki Vôlei Bauru w sezonie 2017/2018

| Nr | Imię i nazwisko          | Data ur.   | Wzrost | Pozycja      |
| -- | ------------------------ | ---------- | ------ | ------------ |
| 1  | Heloiza Pereira          | 02.11.1990 | 188    | atakująca    |
| 2  | Shara Venegas            | 18.09.1992 | 173    | libero       |
| 3  | Ariane Helena Pinto      | 27.01.1997 | 191    | atakująca    |
| 4  | Paula Pequeno            | 22.01.1982 | 185    | przyjmująca  |
| 5  | Kamilla Augosto          | 05.09.1990 | 172    | rozgrywająca |
| 6  | Dayse Figueiredo         | 27.06.1984 | 183    | przyjmująca  |
| 7  | Juliana Carrijo          | 25.02.1992 | 175    | rozgrywająca |
| 8  | Juma Silva               | 17.01.1993 | 181    | rozgrywająca |
| 9  | Angélica Malinverno      | 05.07.1989 | 189    | środkowa     |
| 10 | Tifanny Pereira de Abreu | 29.10.1984 | 192    | przyjmująca  |
| 11 | Valquíria Dullius        | 19.08.1994 | 188    | środkowa     |
| 12 | Andressa Picussa         | 22.07.1989 | 194    | środkowa     |
| 13 | Ana Carolina Westemann   | 16.01.1995 | 186    | środkowa     |
| 14 | Gabriela Cândido         | 22.05.1996 | 181    | przyjmująca  |
| 15 | Arlene Xavier            | 20.12.1969 | 178    | libero       |
| 17 | Gabriela Martins Silva   | 05.03.1996 | 184    | środkowa     |
| 18 | Yoana Palacios           | 06.10.1990 | 184    | przyjmująca  |

### Sezon 2016/2017

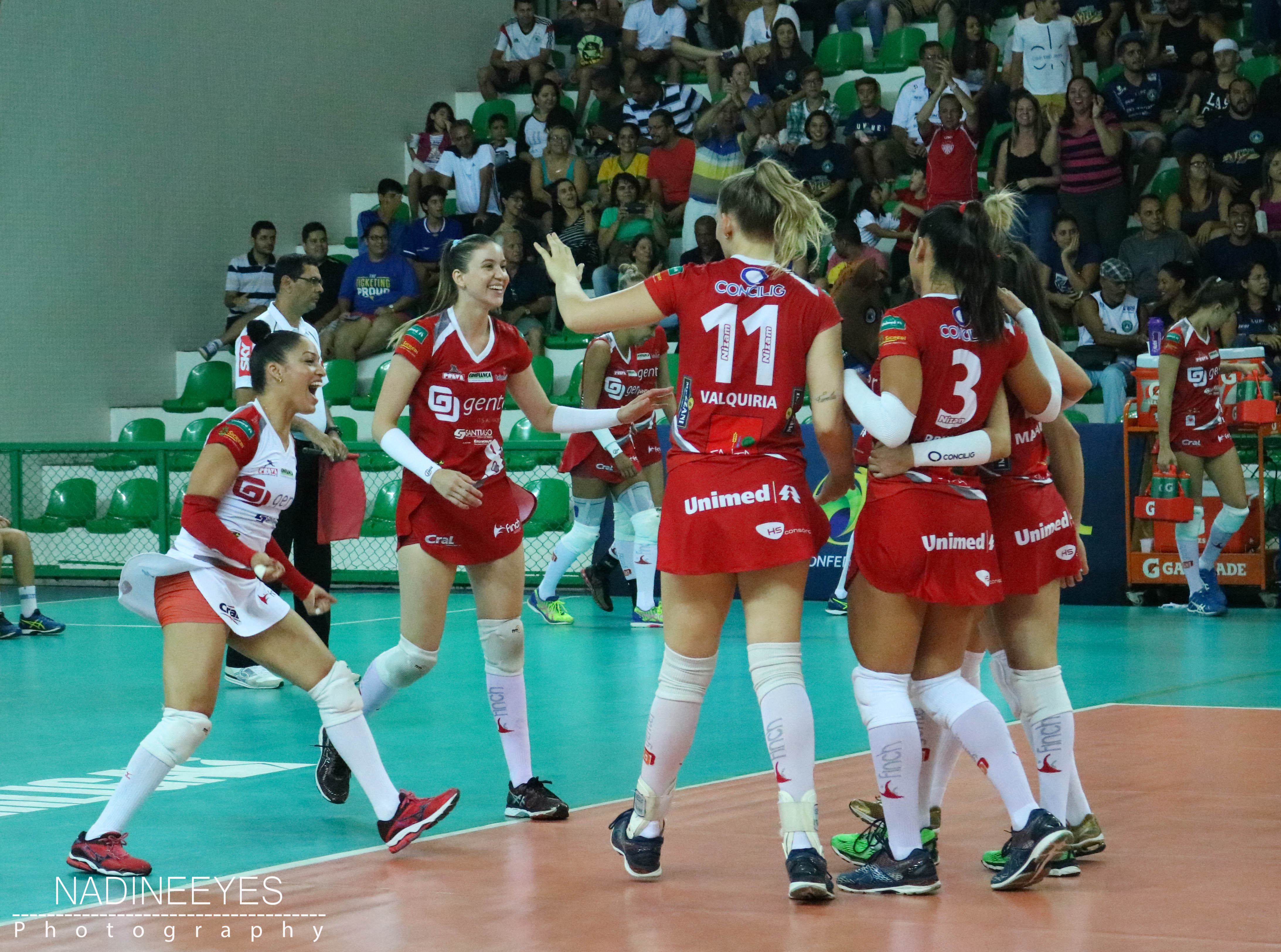
Zawodniczki Vôlei Bauru w sezonie 2016/2017

| Nr | Imię i nazwisko         | Data ur.   | Wzrost | Pozycja      |
| -- | ----------------------- | ---------- | ------ | ------------ |
| 1  | Thaís Souza             | 18.04.1988 | 174    | przyjmująca  |
| 2  | Letícia Kwiek           | 08.07.1982 | 178    | rozgrywająca |
| 3  | Bruna Silva             | 03.07.1989 | 180    | atakująca    |
| 5  | Brenda Castillo         | 05.06.1992 | 168    | libero       |
| 6  | Dayse Figueiredo        | 27.06.1984 | 183    | przyjmująca  |
| 7  | Marianne Steinbrecher   | 23.08.1983 | 188    | atakująca    |
| 8  | Juma Silva              | 17.01.1993 | 181    | rozgrywająca |
| 9  | Angélica Malinverno     | 05.07.1989 | 189    | środkowa     |
| 10 | Mariana Alves Cassemiro | 27.03.1987 | 184    | przyjmująca  |
| 11 | Valquíria Dullius       | 19.08.1994 | 188    | środkowa     |
| 13 | Ana Carolina Westemann  | 16.01.1995 | 186    | środkowa     |
| 14 | Prisilla Rivera         | 29.12.1984 | 186    | przyjmująca  |
| 15 | Arlene Xavier           | 20.12.1969 | 178    | liberop      |
| 16 | Ana Carolina Oliveira   | 13.01.1991 | 184    | środkowa     |
| 18 | Raquel Silva            | 02.01.1995 | 193    | środkowa     |
| 19 | Lyara Medeiros          | 19.09.1996 | 181    | rozgrywająca |